# Anomala rhizotrogoides
Anomala rhizotrogoides är en skalbaggsart som beskrevs av Blanchard 1851. Anomala rhizotrogoides ingår i släktet Anomala och familjen Rutelidae. Inga underarter finns listade i Catalogue of Life.